# Хурґам (бахш)
Хурґам (перс. خورگام) — бахш в Ірані, в шагрестані Рудбар остану Ґілян. За даними перепису 2006 року, його населення становило 10465 осіб, які проживали у складі 2993 сімей.

## Дегестани
До складу бахша входять такі дегестани:
- Дольфак
- Хурґам